# Назариков, Антон Валерьевич
Антон Валерьевич Назариков (2 июля 1980) — узбекистанский и российский футболист, нападающий и полузащитник, тренер.

## Биография
Воспитанник узбекистанского футбола, окончил школу в Ташкенте. Взрослую карьеру начал в 1999 году в ферганском «Нефтчи», сыграв за три сезона 12 матчей в высшей лиге Узбекистана. В 2001 году стал чемпионом Узбекистана, однако провёл в том сезоне лишь три матча.
В 2002 году перешёл в казахстанский клуб «Тобол» (Кустанай). Дебютный матч в чемпионате Казахстана сыграл 30 июня 2002 года против «Атырау», заменив на 76-й минуте Алексея Герасимова. Свой первый гол забил 13 июля 2002 года в ворота «Кайрата». Всего в составе «Тобола» сыграл 11 матчей, в большинстве из которых выходил на замену, забил один гол. В 2003 году играл за другой клуб казахстанской высшей лиги — «Батыс» (Уральск), провёл 27 матчей и забил один гол.
В 2004 году перебрался в Россию. Много лет выступает за любительские клубы Московской области в ЛФЛ и первенстве области, также выступал в соревнованиях по футболу 8х8 за московские и областные команды.
По состоянию на 2018 год работал тренером по футболу и мини-футболу в спортивной школе «Щёлково», тренирует команду 2005/2006 г.р.. В ноябре 2020 года возглавил любительский клуб третьего дивизиона «Металлист» (Королёв).